# شومووو (شهرستان زامبروف)
شومووو (به لهستانی:  Szumowo) یک روستا در لهستان است که در گمینا شومووو واقع شده‌است. شومووو ۱٬۱۰۰ نفر جمعیت دارد.